# Acateno (kommun i Mexiko)
Acateno är en kommun i Mexiko.   Den ligger i delstaten Puebla, i den sydöstra delen av landet, 210 km öster om huvudstaden Mexico City. Antalet invånare är 8 419. Arean är 227 kvadratkilometer.
Terrängen i Acateno är kuperad västerut, men österut är den platt.
Följande samhällen finns i Acateno:
- San José Acateno
- Jiliapan
- Ejido Palo Gacho
- Tierra Nueva
- Palo Gacho
- Cojolites
- El Tamarindo
- Tzontecomapa
- La Nueva Esperanza